# مرغ توفان رخ‌سفید
مرغ توفان رخ‌سفید (نام علمی: Pelagodroma marina) نام یک گونه از تیره مرغ طوفان است.